# Curl Curl
Curl Curl är en del av en befolkad plats i Australien. Den ligger i kommunen Warringah och delstaten New South Wales, i den sydöstra delen av landet, omkring 12 kilometer nordost om delstatshuvudstaden Sydney. Den ligger vid sjöarna  Curl Curl Lagoon och Harbord Lagoon.
Trakten är tätbefolkad. Närmaste större samhälle är Sydney, omkring 12 kilometer sydväst om Curl Curl. Genomsnittlig årsnederbörd är 1 380 millimeter. Den regnigaste månaden är februari, med i genomsnitt 200 mm nederbörd, och den torraste är juli, med 36 mm nederbörd.